# リトグラフ

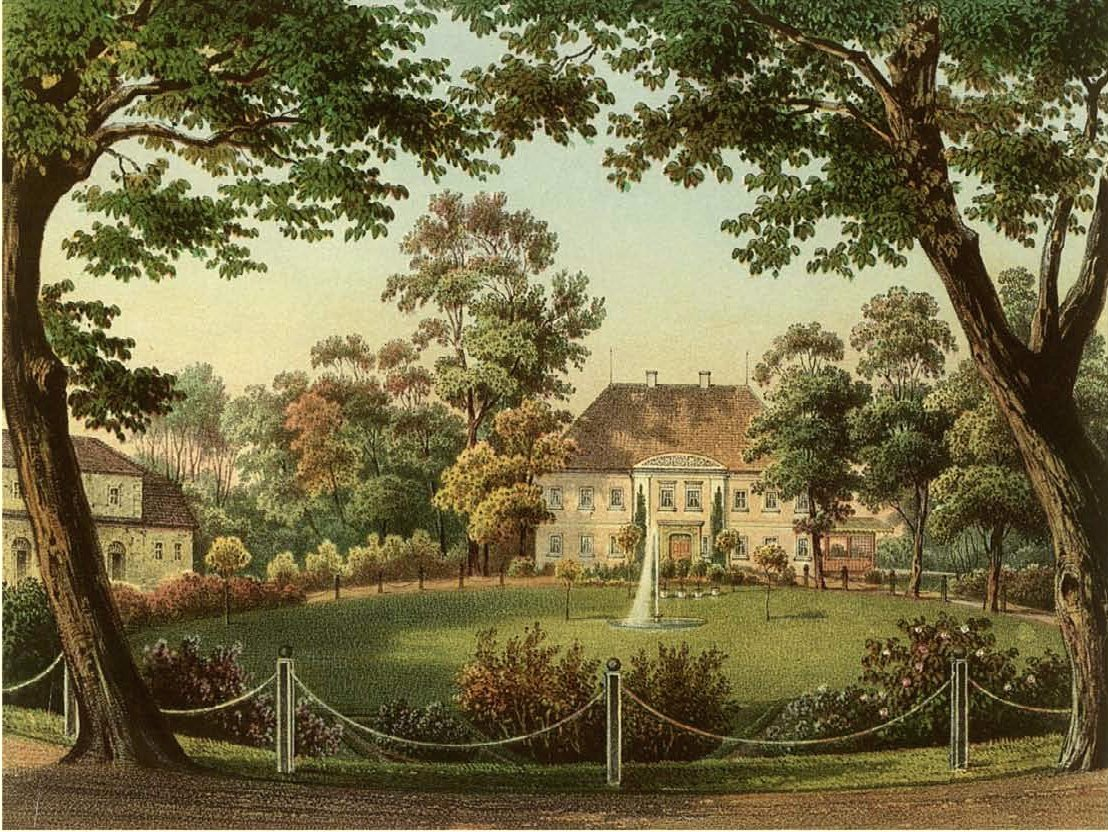
リトグラフ: Borek (Borkau) in 1883, by Alexander Duncker.

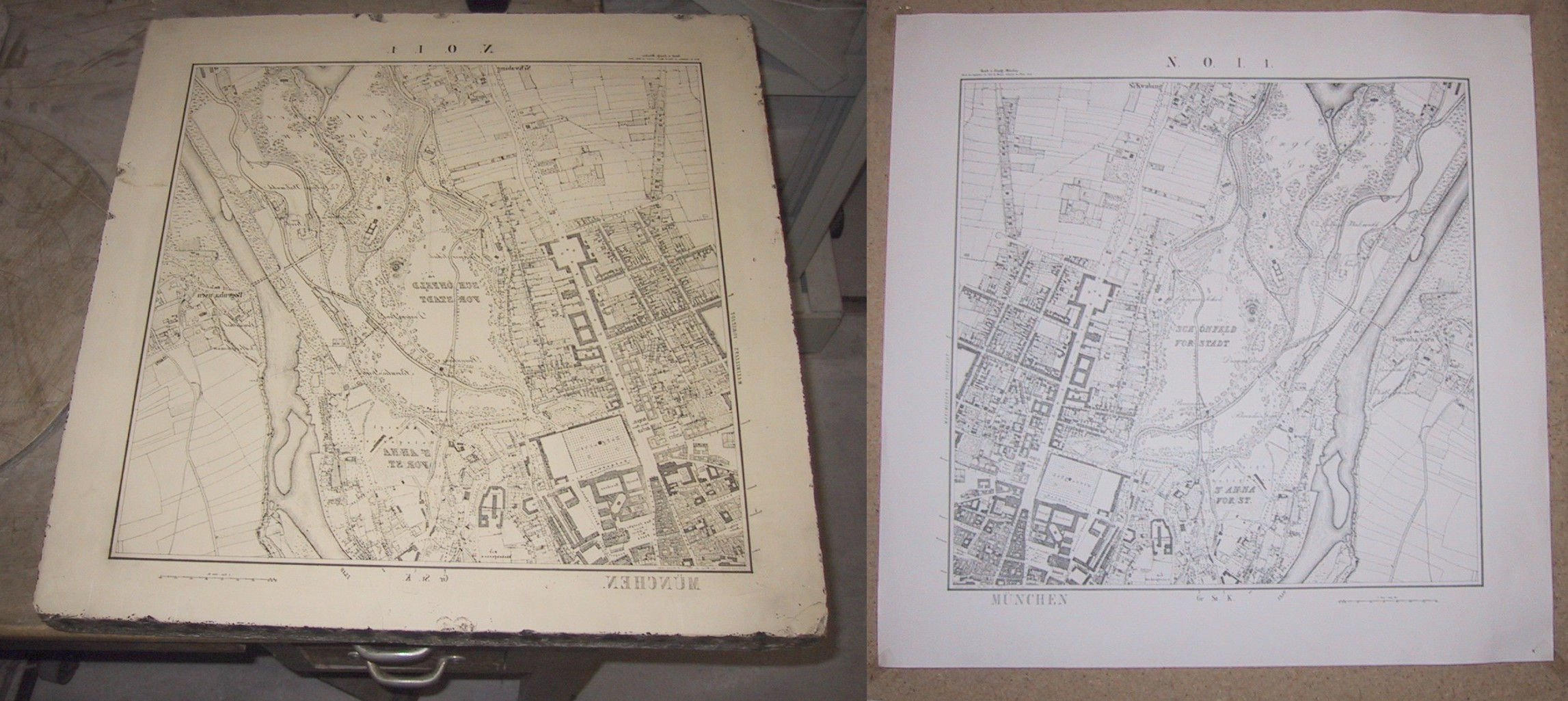
石の版面（左）と石版画（右）。

リトグラフ（英語: lithograph）は、版画の一種たる平版画である。水と油の反発作用を利用した版種で、製作過程は大きく「描画」「製版」「刷り」の3工程にわかれる。ほかの孔版画、凹版画、凸版画などに比べると複雑で時間も多く要するが、クレヨンの独特の質感や、強い線、きめ細かい線、筆の効果、インクを飛ばした効果など、描写したものをそのまま紙に刷ることができ、多色刷りも可能で、版を重ねるにつれて艶を有した独特の質感が出てくる。
19世紀頃、ヨーロッパで偶然から原理が発見され、以降ロートレックなどの画家が斬新で芸術性の高いポスターをこの方法で描いた。以前は巨大な石（石灰岩）に描いていたので石版画（石版印刷術、リトグラフィ）とも呼ばれるが、扱いやすいアルミ板に描くことが近年は多い。

## 歴史

### 西洋
1798年、アロイス・ゼネフェルダーが石灰石の上に脂肪クレヨンで描画し、アラビアガムと硝酸を混合した弱酸性溶液を上から塗布することで化学変化を起こして版を作る平版印刷を発明。1818年、ゼネフェルダーは『石版術全書』刊行し、リトグラフの技法がヨーロッパに広まった。

### 日本
- 1868年 下岡蓮杖が初めての石版画『徳川家康像』を版行。
- 1874年 陸軍士官学校より石版画の習画帳『写景法範』（川上冬崖、中丸精十郎ら）を刊行。
- 1892年 東京石版印刷業組合が96名の参加により結成。
- 1897年 東京石版印刷業組合は重要輸出品同業組合法により「東京石版印刷同業組合」となる。
- 1900年「重要物産同業組合法」による組合へ移行。
- 1910年 活版印刷業組合と合併して「東京印刷同業組合」が発足。
- 1947年 戦後の協同組合、調整組合を経て現在の「東京都印刷工業組合」と改称。

## リトグラフの手順 （アルミ版）

### 描画

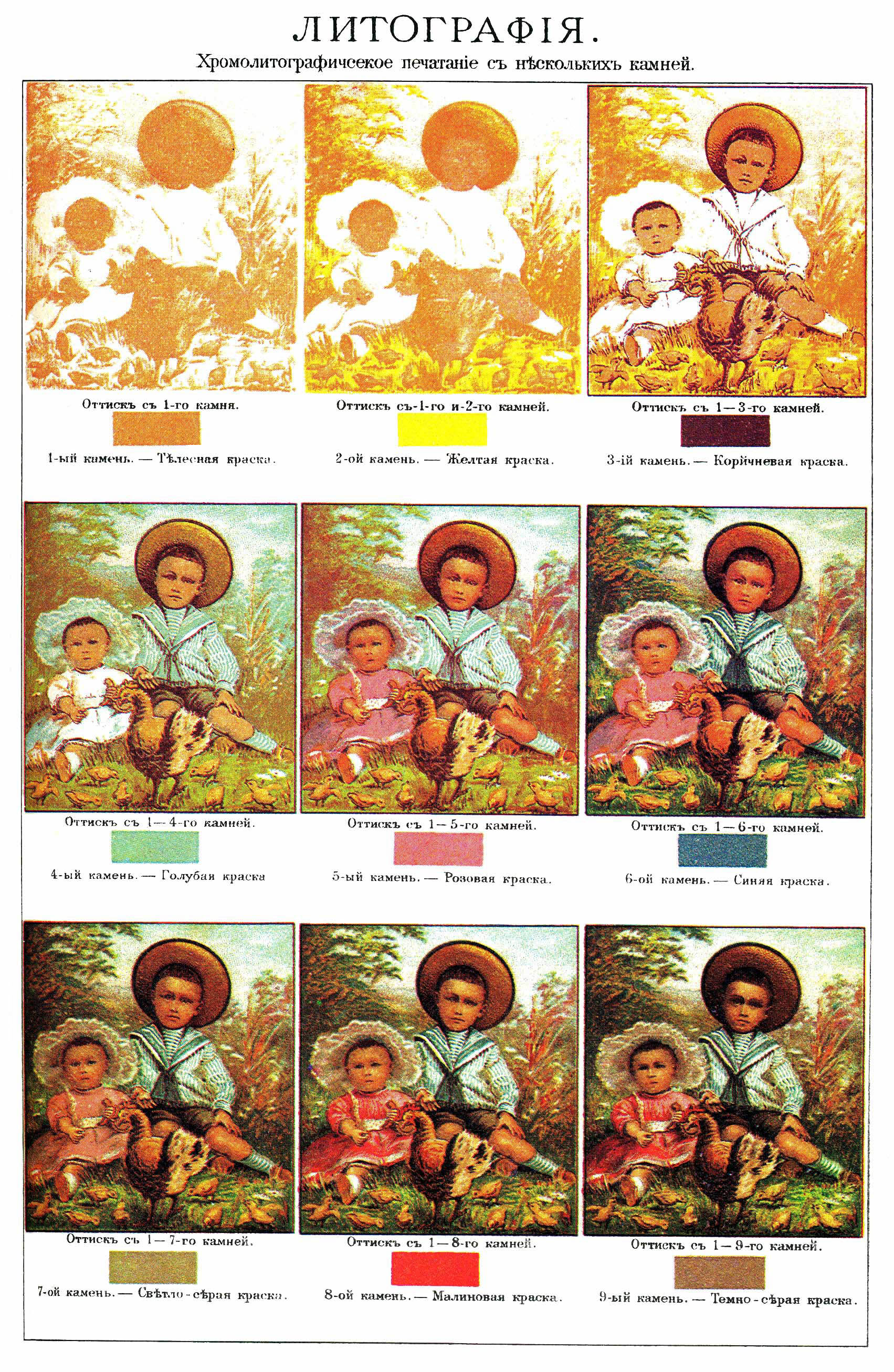
9つのインクを使用したカラーリトグラフ。ロシアの百科事典ブロックハウス・エフロン百科事典（1890〜1907）の概略図

1. 版面を水洗いして乾かす。
2. 油脂分の強い描画材（リトクレヨン、ダーマトグラフ、解き墨、チンクタール、インク、油性マジックなど）を用いて版面に描画する。このとき、手などについた油脂分でも反応してしまうので、描画しない部分は予めアラビアガムでとめておく。見当は長辺につけるとよい。
3. 描画材がかわいたらタルク（アラビアガムの水分から描画部を保護）、ラズン（アラビアガムの酸から描画部を保護）を描画部に塗布、その後アラビアガムを版全体にスポンジで垂直に塗布。このとき、描画部分に拭き筋が残るとアラビアガムの酸によって描画された部分が侵食されてしまうため、拭き筋を残さないよう、きれいに拭き取る。

放置する時間について
描画した時点、アラビアガムを塗った時点から反応は始まっており、乾いてすぐに製版へ移ることは可能。しかし、刷数を多くとるためには、よりしっかりと安定した版を作ることが重要であり、そのためにはより多くの時間、放置して描画材、アラビアガムを版になじませる必要がある。刷数を多くとらない場合でも、失敗を避けるために1時間ほど放置するのが妥当かと思われる。もちろん、放置する時間が長いほど安定するので、1日から1週間ほど放置する場合もある。

### 製版
1. アラビアガムの層を通して灯油やテレピン油（描画にマジックやボールペンを使った場合はシンナー）を使って描画材を落とす。（描画した部分の版がむき出しになる。）このとき、アラビアガムを溶かしてしまうと汚れの原因になるので、水分は厳禁。
2. 描画材がおちたらエゲンラッカー（Hanns Eggen GmbHのラッカー）、チンクタール（新日本造形（株）の商品、アスファルト、脂肪、蜜蝋、テレピン油などの混合液。;Liquid Asphalt[1]）を描画した部分に薄くのばす。描画した部分にはエゲンラッカーとチンクタールの層ができ、描画していない部分はアラビアガムで保護される。
3. 水をかけてアラビアガムを落とす。アラビアガム上のエゲンラッカー、チンクタールも一緒に落ちる。
4. 版面を乾かさないよう、スポンジなどで版面を常に湿らしながら製版インクを製版用皮ローラーで盛る。はじめはすばやくローラーを転がすことで、落ちきらなかったチンクタールなどの汚れを取り除き、次にゆっくり転がして製版インクを盛る。
5. 版を乾かしタルク、ラズン、アラビアガムをぬり、2分ほど放置した後もう一度アラビアガムをぬり直してガーゼなどで拭き取り、1時間ほど放置する（拭き筋注意）。この場合の放置時間についても、描画のときと同じく長いほど安定した版ができる。

### 刷り
1. 紙は作品サイズにあわせて裁断しておく。プレス機の圧を調節しておく。プリントインクを用意する。場合によっては炭酸マグネシウムなどの体質顔料や亜麻仁油などでインクの硬さを調節し、インク練り台の上で印刷用ゴムローラーに延ばす。
2. 製版インクをテレピンや灯油でおとし、水をかけてアラビアガムも落とす。
3. ウエスに少量のテレピンを含ませ、用意したインクをとる。版を乾かさないようスポンジで湿らせながら、描画した部分にすり込む。
4. ゴムローラーでプリントインクを盛る。版が乾くと潰れてしまうので気をつけながら、はじめはすばやく、後からゆっくり転がす。
5. 紙を見当にあわせて置き、あて紙、ティンパンをしき、ティンパンにグリスを塗っておく。
6. 圧をかけて刷る。
7. 刷り上ったらドライラックで乾かすか、紙を水に湿していた場合は水張りをしておく。

- 納得のいく刷り上りのものにエディションをきる。

### 版の保存
1. プリントインクをテレピンや灯油で落とす。
2. 版を湿しながら製版インクを皮ローラーで盛る。
3. 版が乾いたらタルク、ラズン、アラビアガムをぬり、ガーゼなどで拭き取る。

- 製版インクはとても乾きにくい性質の油脂と顔料からできている。逆にプリントインクは作品がいつまでも乾かないのは困るので、かわくよう、亜麻仁油などの乾性油と顔料などからできている。
- 版に盛られるインクを製版インクにしておくことで、いつでもテレピンや灯油でおとすことができ、プリントインクに盛り変えて刷ることができる。

## リトグラフを活用した芸術家
- オノレ・ドーミエ
- フィンセント・ファン・ゴッホ
- アンリ・ド・トゥールーズ＝ロートレック
- エドヴァルド・ムンク
- ピエール・ボナール
- アルフォンス・ミュシャ
- マルク・シャガール
- マウリッツ・エッシャー
- パブロ・ピカソ
- ノーマン・ロックウェル
- ジャン＝ピエール・カシニョール
- トム・エヴァハート（英語版）（エバハート）
- 石井鼎湖
- 高橋由一
- 山本芳翠
- 岡田三郎助
- 篠田桃紅
- 東山魁夷
- 牧野富太郎 - わが国初の植物図鑑作成に当たり、リトグラフを多用した。[2]